# François-Désiré Froment-Meurice
Pour les autres membres de la famille, voir Froment-Meurice.
François-Désiré Froment-Meurice né le 31 janvier 1801 à Paris mort dans cette même ville le 17 février 1855 est un orfèvre français, fils de François Froment (1773-1803), également orfèvre, et père d'Émile Froment-Meurice qui poursuit l'œuvre familiale jusqu'en 1913. Le nom Froment-Meurice désigne une véritable dynastie d'orfèvres.

## Biographie

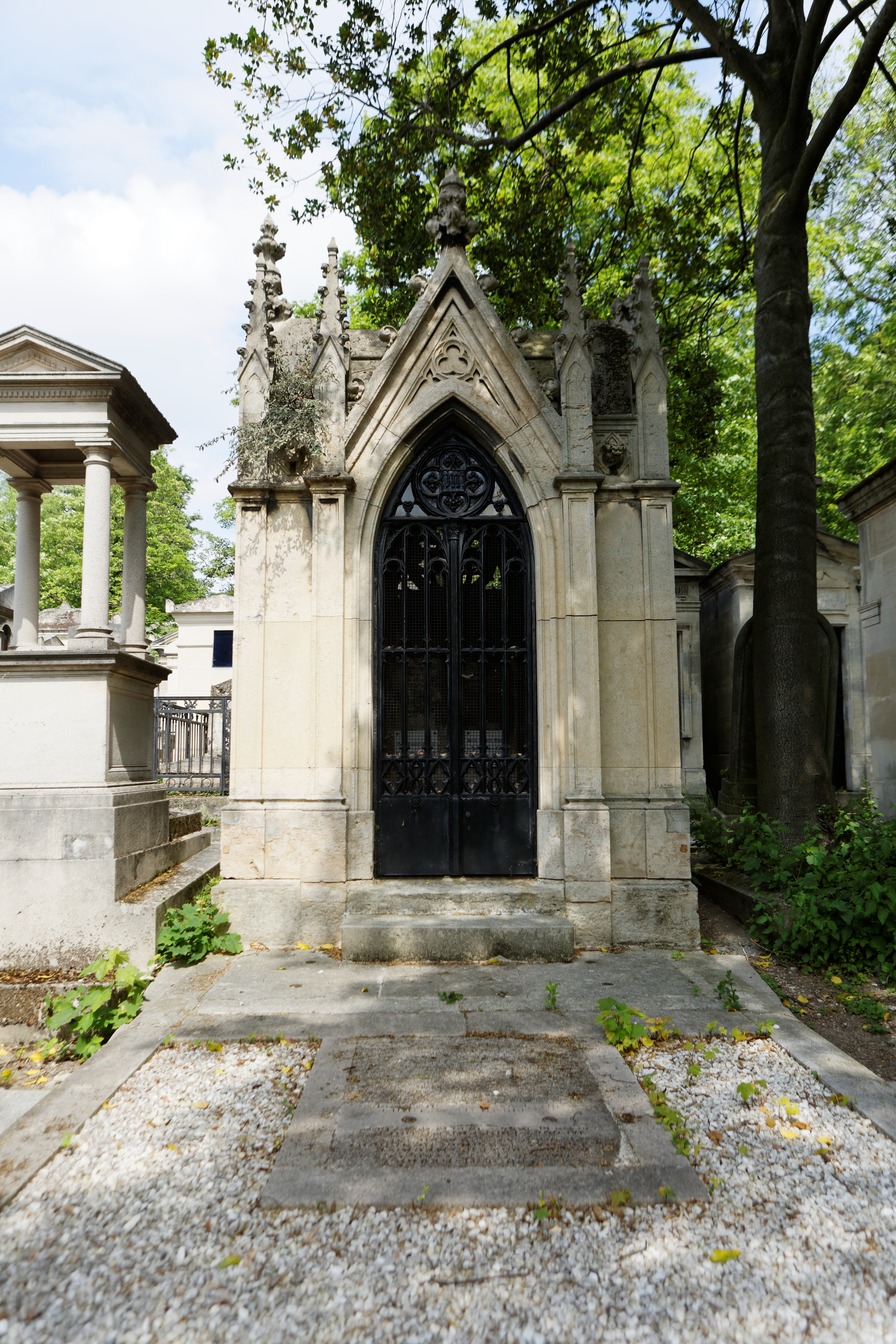
Tombe au cimetière du Père-Lachaise.

La mère de François-Désiré, veuve de François Froment, épouse en secondes noces un autre orfèvre : Pierre Meurice qui, dès 1832 reprend l'atelier familial avec succès. il obtient même le titre d'orfèvre-joailler de la ville de Paris, titre disparu depuis. En 1839, il obtient deux médailles d'argent à l'Exposition des produits de l'industrie, une médaille d'or en 1844 et dès 1849, il triomphe à Londres et dans toute l'Europe.
D'abord apprenti ciseleur, il devient rapidement un orfèvre de renom.
Installé dans le quartier de l'Hôtel de Ville de Paris en 1828, il se déplace dans le quartier de la Madeleine après 1848. Pendant ces journées, il fait partie de la Garde nationale au service de l'hôtel de ville. Puis il déménage au 50 rue du Faubourg Saint-Honoré. Il meurt en pleine gloire, peu avant l’Exposition universelle de 1855. Charles-Désiré Rambert lui dédie une suite lithographique. Il comptait parmi sa clientèle des écrivains et des dandys parmi lesquels Balzac et Théophile Gautier qui étaient les plus assidus. Il est inhumé au cimetière du Père-Lachaise (19e division).
À sa mort, son fils, Émile Froment-Meurice (1837-1913) qui n'a que dix-sept ans lui succède brillamment après quelques années de tâtonnement. Il débute à l'Exposition universelle de 1867 où la maison Froment-Meurice expose un monumental dessus de cheminée, destiné à l'Hôtel de Ville où il disparaîtra dans l'incendie de la Commune.

## Quelques œuvres remarquables
- La coupe des vendanges, 1844, en quelques exemplaires (tous différents) d'une grande rareté dont :
  - La Coupe des vendanges, vers 1844, agate, argent, argent doré et émaillé, perles, 35 × 27 × 15 cm, Musée du Louvre[4], Paris. La coupe est en agate. Sur le pied, trois groupes représentent trois formes d'ivresse : l'ivresse poétique, l'ivresse grossière, l'ivresse amoureuse. Sur l'anse, une figure symbolise la raison vaincue par l'ivresse[5].
- La canne aux singes, dessinée par Pierre-Jules Cavelier, que Balzac offre à son beau-frère Georges Mniszech et qui a pour sceau le portrait de la Comtesse Hanska, (à ne pas confondre avec la canne à ébullitions de turquoises réalisée par Lecointe en 1834, actuellement exposée à la Maison de Balzac).
- Le coffret à épaulettes du Général Cavaignac, Musée de la vie romantique, Paris
- Le surtout du duc de Luynes, entièrement réalisée au repoussé, Musée du Louvre, Paris[6].
- Un ostensoir et son exposition, ainsi que deux reliquaires, pour l'église de la Madeleine, Paris, 1848[7].
- La Toilette de la duchesse de Parme, 1846 (Musée d'Orsay)[8].
- Coffret, vers 1845-1850, argent et plaqué argent, musée du Louvre[9].

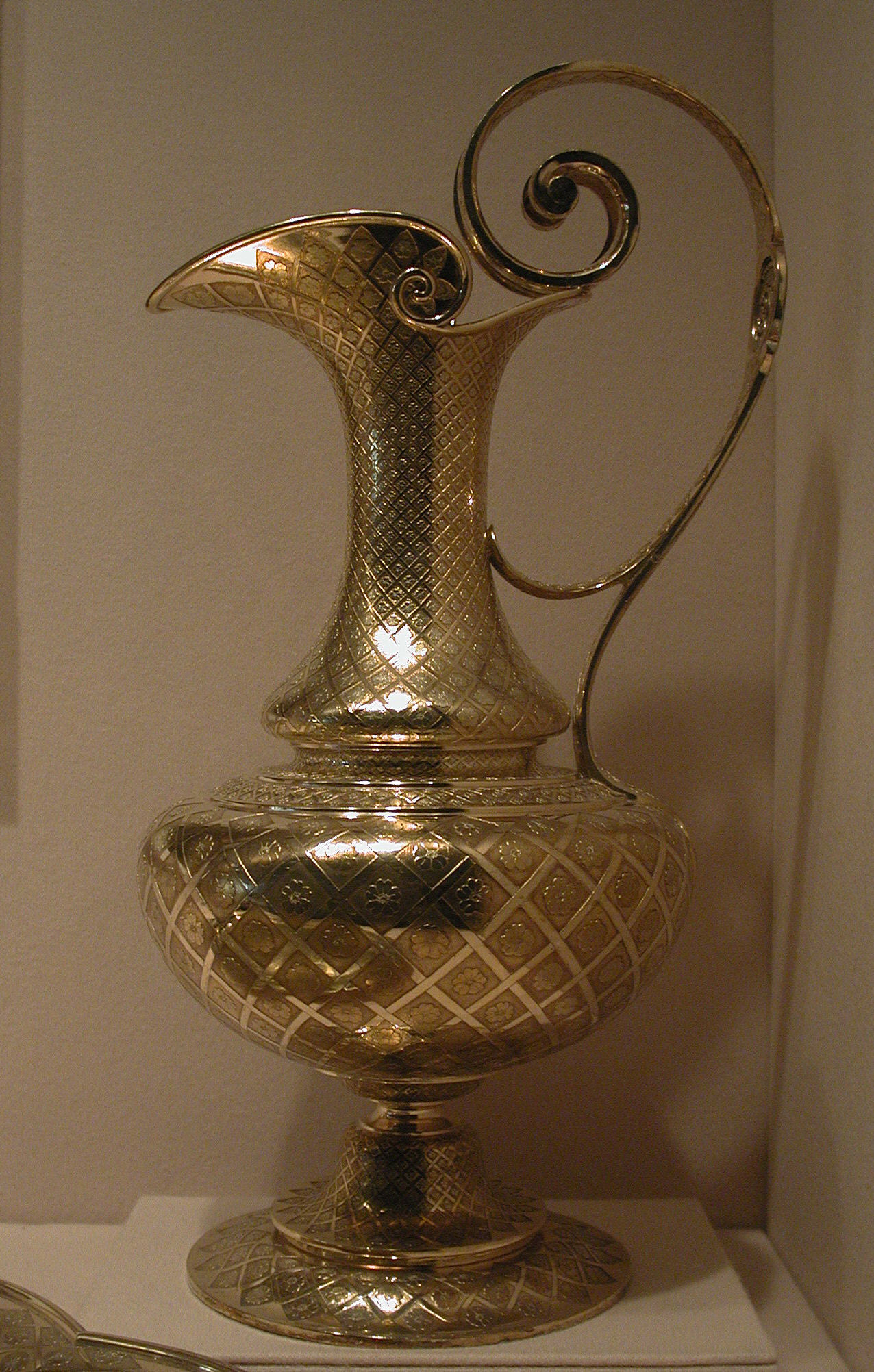
Vers 1850, Metropolitan Museum of Art
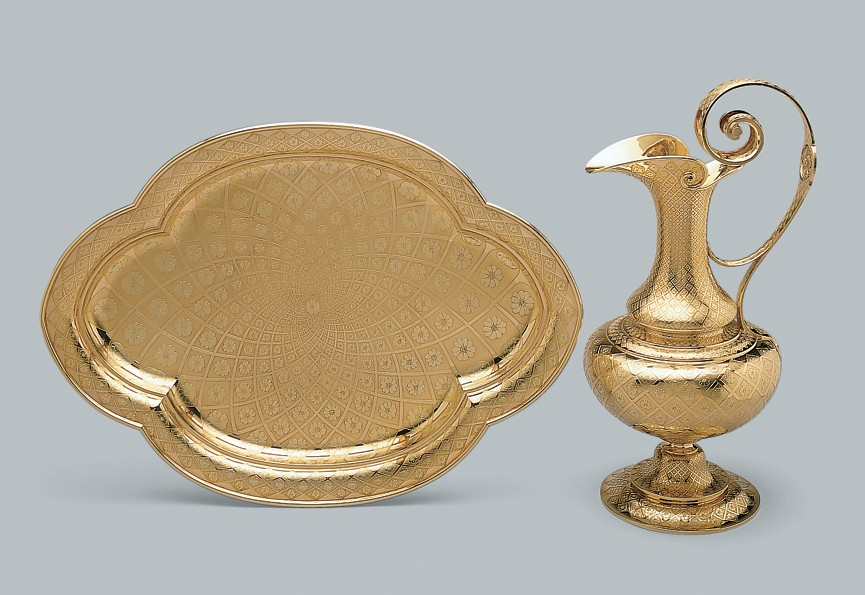
Vers 1850, Metropolitan Museum of Art
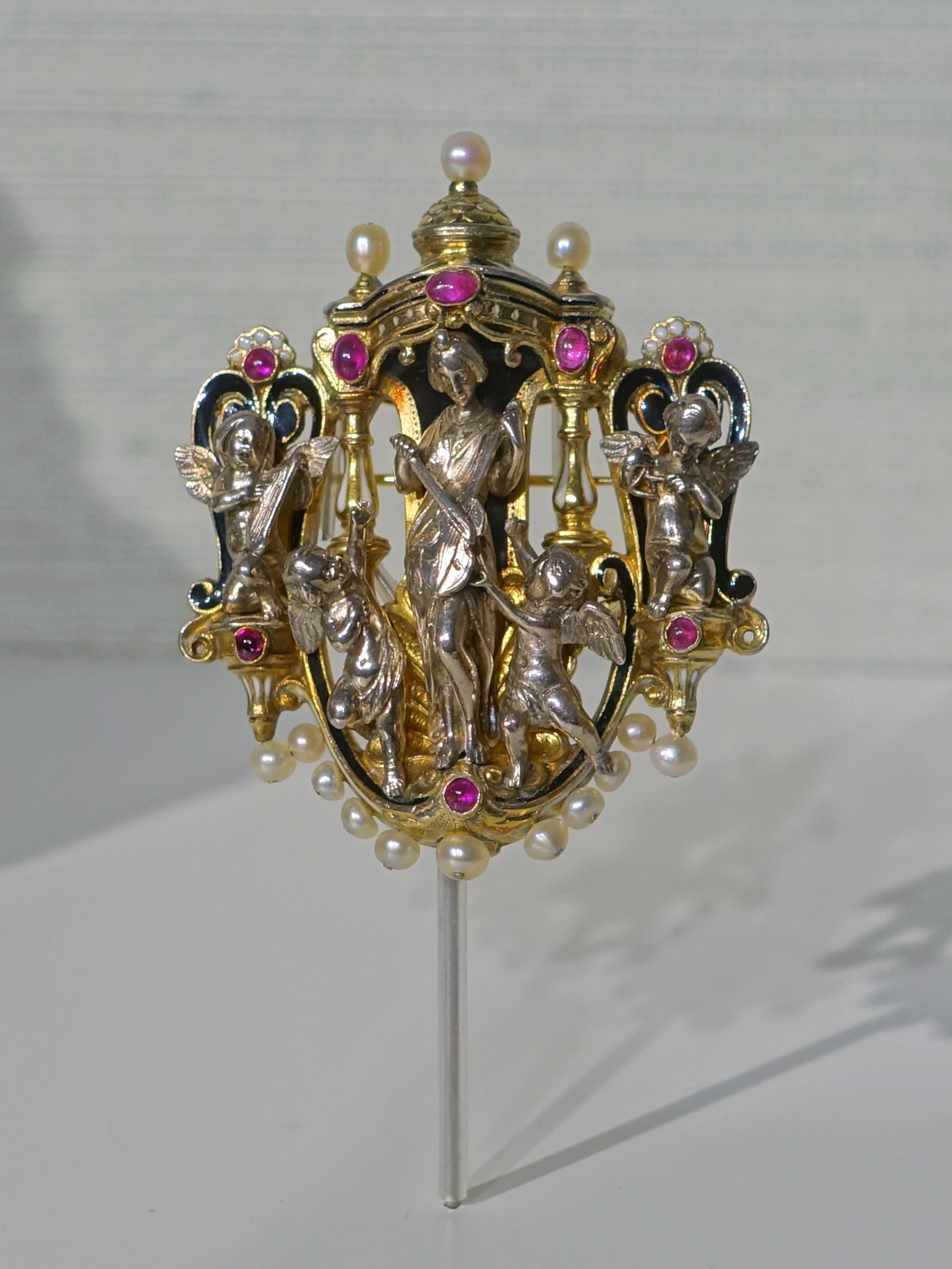
Broche Harmonie, 1847, Hessisches Landesmuseum, Darmstadt.